# ВТБ
ВТБ — російський державний банк і однойменна група банків. Працює в Росії з 1990 і є нащадком радянського Внешторгбанка (звідки і назва). Головним акціонером ВТБ з часткою в 75,5% є уряд РФ. В ході проведеного в травні 2007 первинного публічного розміщення серед російських і міжнародних інвесторів було розміщено 22,5% акцій ВТБ. Цінні папери банку котируються на ФБ ММВБ, ФБ РТС. Розмір статутного капіталу ВТБ становить 67,2 млрд руб. Філіальна мережа групи ВТБ станом на 31 грудня 2007 р. складалася з 586 філіалів в Росії.
За межами Росії ВТБ здійснює свою діяльність через дочірні банки, розташованих у Вірменії, Грузії, Україні, Білорусі, Великій Британії, Франції, Німеччині, Австрії, Швейцарії і на Кіпрі. Також має один дочірній банк і одну фінансову компанію в Африці, один асоційований банк у В'єтнамі.

## Бізнес
Ключовими напрямами бізнесу Групи ВТБ є корпоративний, роздрібний та інвестиційний. Крім цього Група також надає послуги у сфері страхування, лізингу, факторингу та ін.
На кінець 2010 Група ВТБ обслуговувала 4 200 великих корпоративних клієнтів, 29 000 середніх корпоративних клієнтів, 115 000 підприємств малого бізнесу і 7,3 млн активних клієнтів — фізичних осіб. Інвестиційний бізнес включає торгові операції, організацію фінансування, консультації по злиттях і поглинаннях, управління активами та прямі інвестиції.
У грудні 2024 року ВТБ закрив єдиний дочірній підрозділ Banco VTB Africa S.A. у Анголі. Це було пов'язано із західними санкціями і відключенням банку від системи SWIFT.

## Фінансові показники
Станом на 30 вересня 2011 кредитний портфель групи ВТБ досяг 4,4 трлн рос. рублів, депозити клієнтів - 3,6 трлн рублів, власний капітал - 625,1 рублів згідно з консолідованою звітністю за МСФЗ. Чистий прибуток групи за 9 місяців 2011 становив 72,6 млрд рублів, рентабельність власного капіталу склала 16,1%.
Внаслідок консолідації у фінансовій звітності групи ВТБ раніше придбаного Банку Москви коефіцієнт достатності капіталу першого рівня (згідно з Базельською Угодою 1988 р.) знизився до 9,2%.

## Санкції
Під час російської збройної агресії проти України в 2014‒2015 банк опинився під дією введених проти Росії міжнародних санкцій, що призвело до майже 100% падіння прибутку за 2014 — 0,8 млрд рублів в порівнянні з 100,5 млрд роком раніше. При цьому банк був змушений просити допомогу у Уряду РФ і у грудні 2014 отримав 100 мільярдів рублів з Резервного фонду Росії. Ще через місяць через економічні обставини банк оголосив про скорочення 2500 співробітників.
Були введені санкції після початку російсько-української війни 2022 року. США, ЄС, Австралія, Канада, а також інші країни відключили банк від SWIFT.
Акції ВТБ були котирувались на Лондонській фондовій біржі до 25 лютого 2022, коли акції ВТБ було відсторонено від торгівлі та 8 грудня 2022 ці акції були видалені з котирувального списку Лондонській фондовій біржі.

## ПАТ «ВТБ Банк (Україна)»

Одне з відділень VTB-банку у Києві

ПАТ «ВТБ Банк (Україна)» з'явився на українському фінансовому ринку у 2005.
У 2006 ВТБ придбав український банк «Мрія» та приєднав його до своєї філії в Україні ВТБ Банк Україна. За розмірами загальних активів входить в двадцятку найбільших банків в Україні. Обслуговав переважно юридичних осіб.
22 грудня 2015 українська та всі інші дочірні банки ВТБ, внесені до санкційного списку спеціально позначених громадян і заблокованих осіб США.
В січні 2018 ВТБ банк оголосив про намір значно скоротити свою присутність на українському ринку. Банк планував закрити усі свої відділення, залишивши лише один або два офіси в Києві. Станом на 1 січня 2018 ВТБ банк мав 31 відділення в Україні, у 2017 банк зазнав збитків на 4,1 млрд гривень.
28 листопада 2018 введено тимчасову адміністрацію.